# Ghetto di Stanisławów
Il Ghetto di Stanisławów (oggi Ivano-Frankivs'k, in Ucraina) è stato uno dei principali ghetti nazisti istituiti nella seconda guerra mondiale nei territori occupati della Polonia orientale sotto il Governatorato generale. Istituito nel dicembre 1941, servì come luogo di raccolta per oltre 20.000 ebrei residenti nella città e nei villaggi vicini, scampati agli eccidi del 12 ottobre 1941 che causarono la morte di oltre 10.000 ebrei all'indomani dell'occupazione tedesca della regione. Gli abitanti del ghetto furono anch'essi vittime di eccidi o deportazioni nel campo di sterminio di Bełżec, fino alla totale liquidazione del ghetto nel febbraio 1943.

## Storia
Alla vigilia della seconda guerra mondiale Stanisławów era uno dei luoghi storici della presenza ebraica in Polonia fin dai primi insediamenti nel 1663. Prima dello scoppio della seconda guerra mondiale vi vivevano 25.000 ebrei, oltre il 40% dei suoi 60.000 abitanti. Dopo l'invasione tedesca della Polonia occidentale nel settembre 1939, la città era stata occupata dalla truppe sovietiche. Nonostante che membri più abbienti della comunità soffrissero per le persecuzioni politiche del nuovo regime, la popolazione ebraica della città crebbe ulteriormente per l'influsso di rifugiati dalla Polonia occidentale.

### Occupazione tedesca e primi eccidi

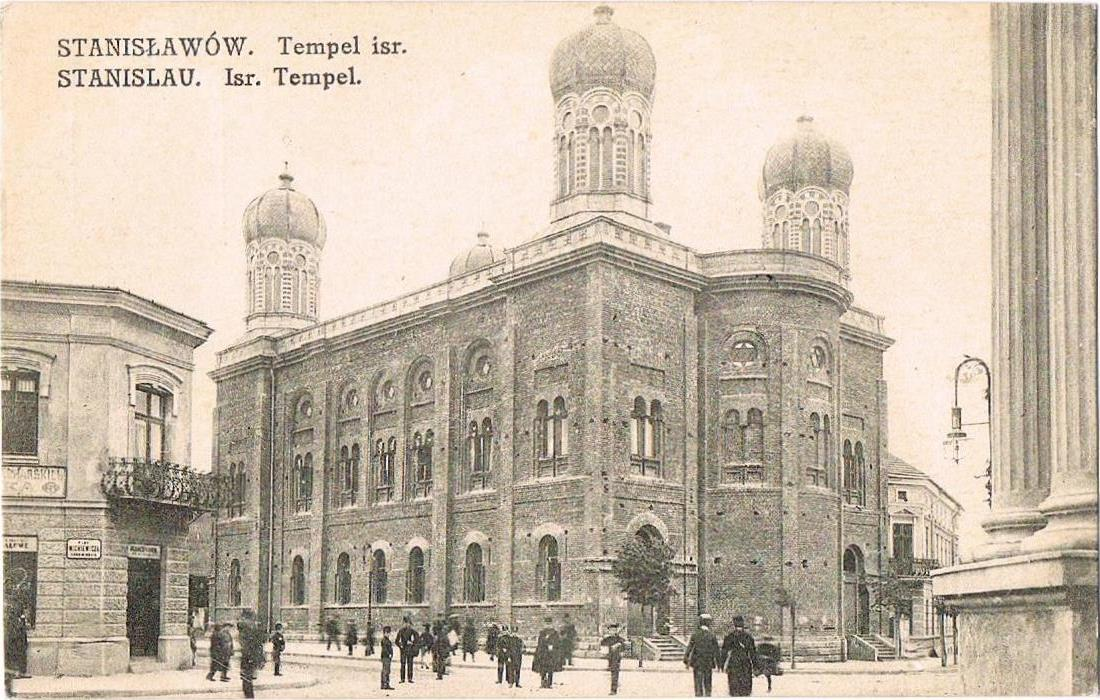
La sinagoga monumentale della città, prima delle distruzioni della guerra

C'erano più di 50.000 ebrei a Stanisławów e nelle campagne circostanti quando fu occupata dall'esercito ungherese il 2 luglio 1941. I tedeschi arrivarono il 26 luglio. Lo stesso giorno, il distaccamento della Gestapo ordinò l'istituzione di un Judenrat in città, presieduto da Israel Seibald, con il compito di organizzare la vita ebraica e soprattutto per attuare gli ordini tedeschi. Il 1º agosto 1941, la Galizia divenne il quinto distretto del Governatorato generale della Polonia occupata. Il comando di Stanisławów fu assunto dal comandante delle SS, Hans Krueger. Per prima cosa egli richiese un elenco dei membri più influenti dell'intellighenzia ebraica, ai quali fu ordinato di presentarsi alla polizia con il pretesto che sarebbero stati loro assegnati. Tra l'8 e il 9 agosto 1941 numerosi furono gli arrestati: insegnanti, dipendenti pubblici e liberi professionisti. Il 15 agosto, i prigionieri furono trasportati in camion coperti in un luogo vicino alla città, chiamato Foresta Nera (Czarny Las) e giustiziati. Il numero delle vittime è stimato in 200–500. A lungo i membri delle loro famiglie continuarono a credere che essi fossero in prigione e continuarono a mandar loro pacchi con cibo e vestiti.
Seguirono immediatamente tutta una serie di provvedimenti, volti a privare gli ebrei dei loro diritti, dall'obbligo di indossare un bracciale di riconoscimento alla confisca dei beni al lavoro forzato.

### L'eccidio della "domenica di sangue" (12 ottobre 1941)

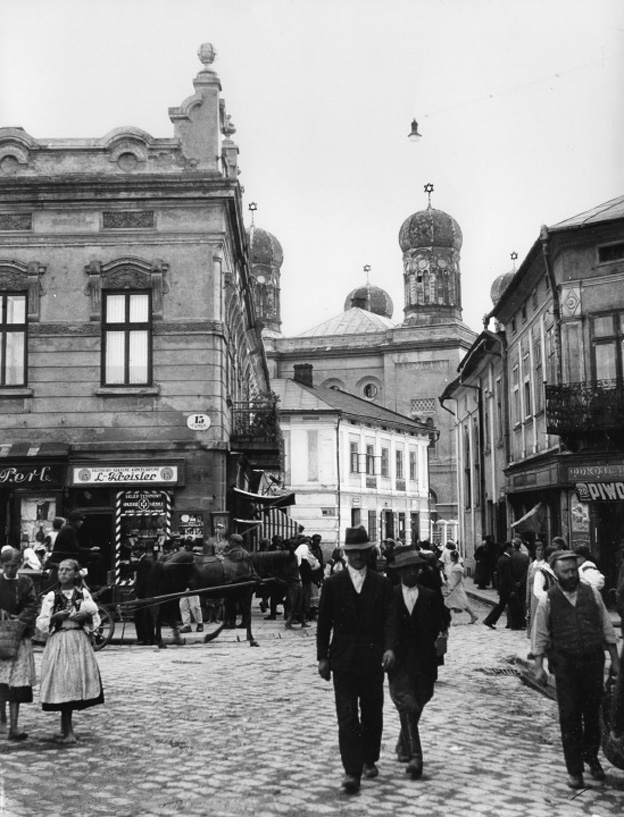
Il quartiere ebraico di Stanisławów prima della guerra

Hans Kruger era noto per le sue radicali posizioni antisemitiche. Per dare un segno di come la "questione ebraica" dovesse essere risolta, il 12 ottobre 1941 organizzò un'operazione di decimazione di proporzioni mai fino ad allora attuate. Migliaia di ebrei furono radunati nella piazza del mercato di Ringplatz per una "selezione". Le forze di polizia naziste locali (potenziate dal battaglione 133 della polizia, fatto giungere appositamente da Leopoli, e dalla milizia ucraina) le scortarono al cimitero ebraico, dove erano già state preparate delle grandi fosse comuni. Sulla strada, le guardie ucraine e tedesche picchiavano senza pietà i prigionieri. Giunti al cimitero gli ebrei, furono costretti a consegnare i loro oggetti di valore e mostrare i loro documenti. Solo pochi furono rilasciati. I tiratori ordinarono agli ebrei riuniti in gruppi di spogliarsi nudi e quindi di procedere alle tombe. Gli uomini della polizia tedesca furono i primi ad aprire il fuoco, cui si unirono anche membri della milizia ucraina. Le vittime caddero nelle fosse o fu ordinato loro di saltarvi prima ancora di essere uccise. Tra 8.000 e 12.000 ebrei furono assassinati: uomini, donne e bambini. I tiratori iniziarono a sparare a mezzogiorno e continuarono a turno fino a notte senza alcun'interruzione. Su di lato erano stati posti dei tavoli da picnic con bottiglie di vodka e sandwich per quelli che avevano bisogno di riposare dalla fatica e dal rumore assordante degli spari; un tavolo per i tedeschi e uno per gli ucraini. Per qualche tempo si cercò di continuare l'operazione anche dopo il tramonto alla luce dei riflettori ma alla fine si dovette rinunciarvi; e i rimanenti prigionieri furono liberati. L'operazione divenne nota come Blutsonntag (de) o "Domenica di sangue". A celebrazione della "vittoria" si tenne una festa quella notte presso il quartier generale della polizia.
Il massacro della "domenica di sangue" del 12 ottobre 1941 fu il più grande massacro di ebrei polacchi perpetrato dalla polizia tedesca nel Governatorato generale della Polonia occupata prima dell'inizio dell'Operazione Reinhard del 1942. Fu preceduto dal massacro del Venerdì Rosso di 5.000 ebrei nel Ghetto di Białystok il 27 –28 giugno 1941 da parte del battaglione di polizia 309, [24] ma superato solo dal massacro di 45 battaglioni di polizia di 33.000 ebrei a Babi Yar nel Reichskommissariat Ucraina fuori Kiev dal 29 al 30 settembre 1941; e il massacro finale di Aktion Erntefest di oltre 43.000 ebrei nel campo di concentramento di Majdanek e nei suoi sottocampi il 3 novembre 1943, perpetrati dagli uomini di Trawniki dall'Ucraina insieme al battaglione 101 della polizia dell'ordine della polizia tedesca di Amburgo.

### L'istituzione del ghetto (dicembre 1941 - febbraio 1943)

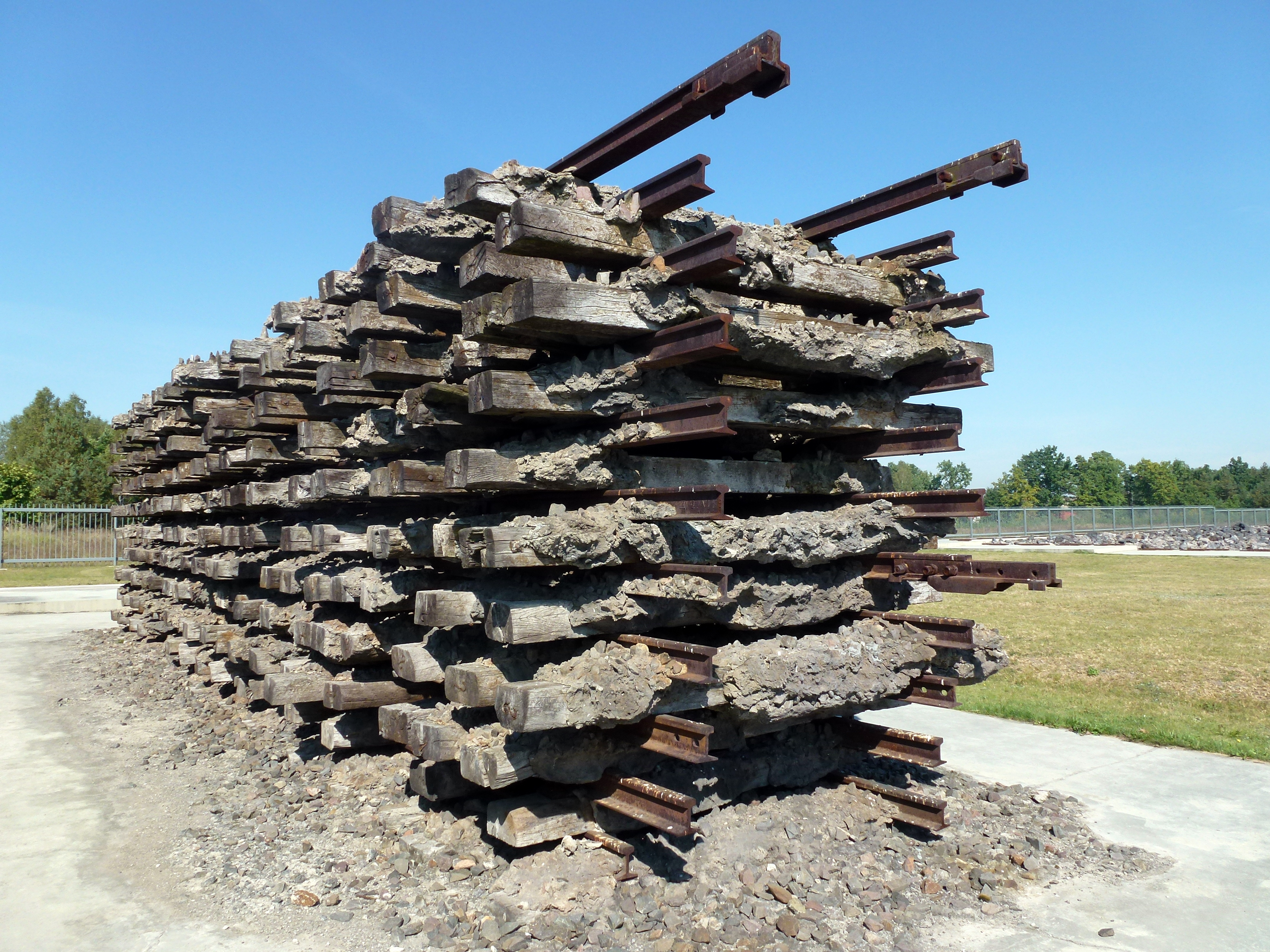
Memoriale delle vittime del campo di sterminio di Bełżec, dove la maggior parte degli ebrei di Stanisławów furono massacrati nel corso del 1942.

Subito dopo l'eccidio di ottobre cominciarono i preparativi per la costituzione del ghetto. Come quasi ovunque nell'Est Europa occupata, anche a Stanisławów i tedeschi scelsero la parte più vecchia e degradata della città per ospitare il ghetto. Poiché alcune strade si estendevano al di fuori dei confini del ghetto, o fungevano da passaggi, il ghetto risultò formato da un'area centrale e due o tre aree separate, che erano chiamate isole.
Alla fine di ottobre gli esatti confini erano già stati tracciati. Per prima cosa, durante il mese di novembre, la popolazione non ebrea che viveva in questa parte della città fu obbligata a trasferirsi. Fu dato quindi tempo tra il primo 1 e il 15 dicembre 1941, affinché vi giungessero tutti quegli ebrei che vivevano al di fuori dell'area.
Il 20 dicembre 1941 il ghetto di Stanisławów fu ufficialmente chiuso all'esterno, con una staccionata di legno che lo separava dal resto della città. Nelle case che si trovavano direttamente sul perimetro del ghetto, le finestre rivolte verso l'esterno furono sbarrate con assi di legno. C'erano tre ingressi al ghetto, ognuno presidiato all'esterno dalla polizia tedesca e dalla milizia ucraina e all'interno dalla polizia ebraica. Circa 100 ebrei prestavano servizio nella polizia del ghetto, sotto il comando di Zahler, un ex sergente dell'esercito polacco.
Nella piccola area del ghetto furono stipate circa 20.000 persone. Era permesso uscire dal ghetto unicamente per recarsi nelle numerose fabbriche della zona dove i residenti del ghetto dovevano esercitare turni sempre più gravosi di lavoro coatto per sostenere lo sforzo bellico tedesco.
Le condizioni di vita nel ghetto erano catastrofiche, per le terribili condizioni sanitarie, il sovraffollamento e la scarsità delle razioni alimentari. L'ospedale non era in grado di accogliere tutti i pazienti. A poco valsero gli sforzi del Judenrat, ora presieduto di Michael Lamm. La fame e varie malattie divennero compagni permanenti della popolazione ebraica. Durante il primo inverno nel ghetto, molte persone morirono di fame, di freddo, di malattia. Solo quelli a cui rimaneva del denaro potevano acquistare cibo extra sul mercato nero, che doveva essere introdotto di nascosto nel ghetto, ma solo poche persone potevano permettersi i prezzi esorbitanti richiesti. Era possibile vendere legalmente cose alla popolazione non ebrea in un negozio fondato e gestito da Eckhaus, un membro del Judenrat. Il contrabbando era punito in modo spietato, non risparmiando nemmeno i bambini.
Agli inizi del 1942 cominciarono le deportazioni. In conseguenza del rifiuto di Michael Lamm e del Judenrat di collaborare e di consegnare i bambini, i vecchi e i malati, il ghetto fu circondato dalle truppe tedesche e ucraine nella notte del 31 marzo 1942. Diverse case furono incendiate per punizione e i loro residenti dovettero marciare alla stazione dove furono caricati sui treni in partenza per il campo di sterminio di Bełżec, a nord della città.
Tutti residenti del ghetto furono divisi in tre categorie: (a) lavoratori; (b) abili al lavoro ma senza impiego; e (c) inabili al lavoro. L'appartenenza alla terza categoria equivaleva ad una sentenza a morte. La riduzione del numero dei residenti continuava con una serie ininterrotta di esecuzioni in loco, eseguite fino al luglio 1942 per la maggior parte nel mulino di Rudolf (Rudolfsmühle). Ne fu vittima anche il presidente del Judenrat, Michael Lamm. Dall'agosto del 1942 in poi fu utilizzato il cortile del quartier generale della polizia. Il 22 agosto 1942, i nazisti effettuarono una feroce rappresaglia per l'omicidio di un collaboratore ucraino, di cui fu incolpato un ebreo. Più di 1.000 ebrei furono radunati e fucilati nel cimitero. Il nuovo leader del consiglio ebraico, Mordechai Goldstein, fu impiccato in pubblico, insieme a 20 membri della polizia ebraica del ghetto; i loro corpi furono lasciati appesi per due giorni come monito all'intera popolazione. Ci furono anche numerosi episodi di stupro ai danni di ragazze e donne.
A seguito di questi eccidi e delle morti per fame e malattia, la popolazione del ghetto era ora ridotta a circa 11.000 persone, nonostante il costante afflusso di ebrei dalla provincia. Ripresero le deportazioni. Per Rosh Hashana, il 12 settembre 1942, altri 3.000-4000 ebrei furono inviati al campo di sterminio di Bełżec. Con il trasporto del 15 ottobre 1942, l'intera popolazione ebraica di Stanislawów fu praticamente annientata. Rimanevano soltanto coloro che erano ritenuti abili al lavoro coatto.
Da questo punto in poi la liquidazione finale del ghetto procedette in modo spedito, senza bisogno di ulteriori trasporti a Bełżec. Il 24/25 gennaio 1943 furono uccisi circa 1.000 ebrei senza lavoro. Ulteriori 1.500–2.000 persone furono deportate nel campo di concentramento di Janowska per esservi uccise. Il 22/23 febbraio 1943, Brandt, che era subentrato a Hans Krüger come SS-Hauptsturmführer, ordinò alle forze di polizia di circondare il ghetto in preparazione della sua liquidazione finale. L'Azione durò quattro giorni. La maggior parte delle vittime furono uccise nel cimitero, inclusi gli ultimi membri del consiglio ebraico. Poco dopo, i tedeschi pubblicarono annunci che Stanisławów era ora Judenfrei ossia libero da ebrei, tuttavia, la polizia continuò a cercare altri superstiti che si nascondevano nell'area del ghetto fino ad aprile. Gli ultimi 500 ebrei, che ancora vivevano legalmente in città come forza lavoro, furono assassinati il 25 giugno 1943.

### Fughe e salvataggi dal ghetto
Poco prima della liquidazione finale del Ghetto, un gruppo di ebrei riuscì a fuggire. Formarono un'unità partigiana chiamata "Pantelaria" attiva alla periferia di Stanisławów. I due comandanti erano la giovane Anda Luft incinta di sua figlia Pantelaria (nata nella foresta), [27] e Oskar Friedlender. Il loro più grande successo fu l'imboscata e l'esecuzione del capo della polizia tedesco di nome Tausch. Il gruppo fu attaccato e distrutto dai nazisti a metà inverno 1943-1944. Anche Anda e la sua bambina furono uccise.
Ci furono diversi tentativi di salvataggio da parte di non-ebrei, specialmente nelle ultime fasi della liquidazione del ghetto. Molti di questi tentativi si conclusero tragicamente. La brutalità della polizia ucraina era tale che molti ebrei, una volta scoperti, preferirono suicidarsi (tra di essi anche il piccolo Jerzy Feliks Urman di soli 11 anni, autore di un diario del ghetto). Quando l'esercito sovietico raggiunse la città il 27 luglio 1944, vi trovarono ancora nascosti circa 100 ebrei. In totale furono circa 1.500 gli ebrei di Stanisławów che sopravvissero alla guerra.
Hans Kruger, che dopo la guerra era tranquillamente tornato al proprio lavoro e alla propria famiglia, fu formalmente incriminato per i suoi crimini solo nel 1965 e condannato il 6 maggio 1968 all'ergastolo da una corte viennese. Dopo vent'anni di prigione fu rilasciato nel 1986.

## La memoria

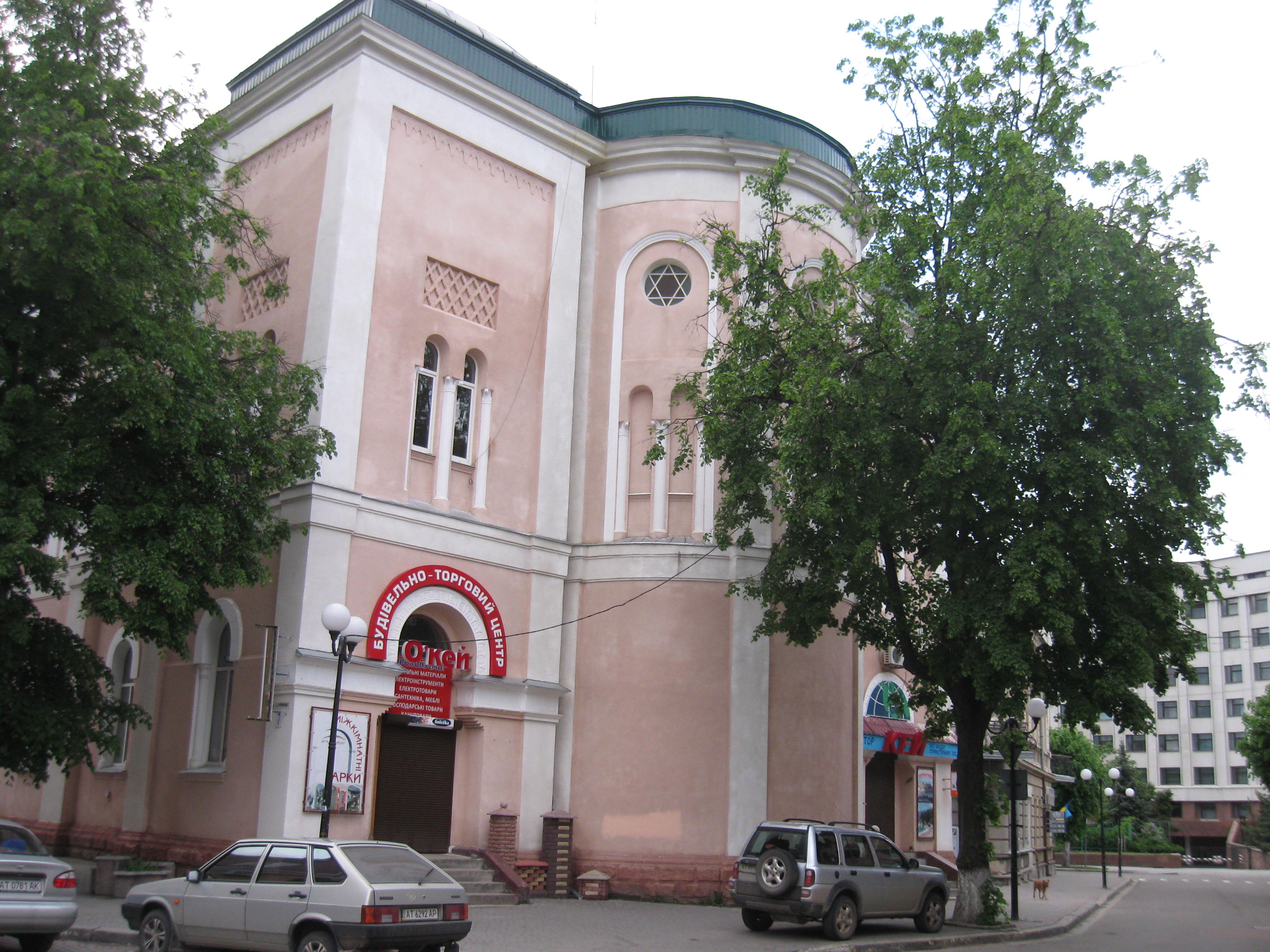
L'ex sinagoga della città

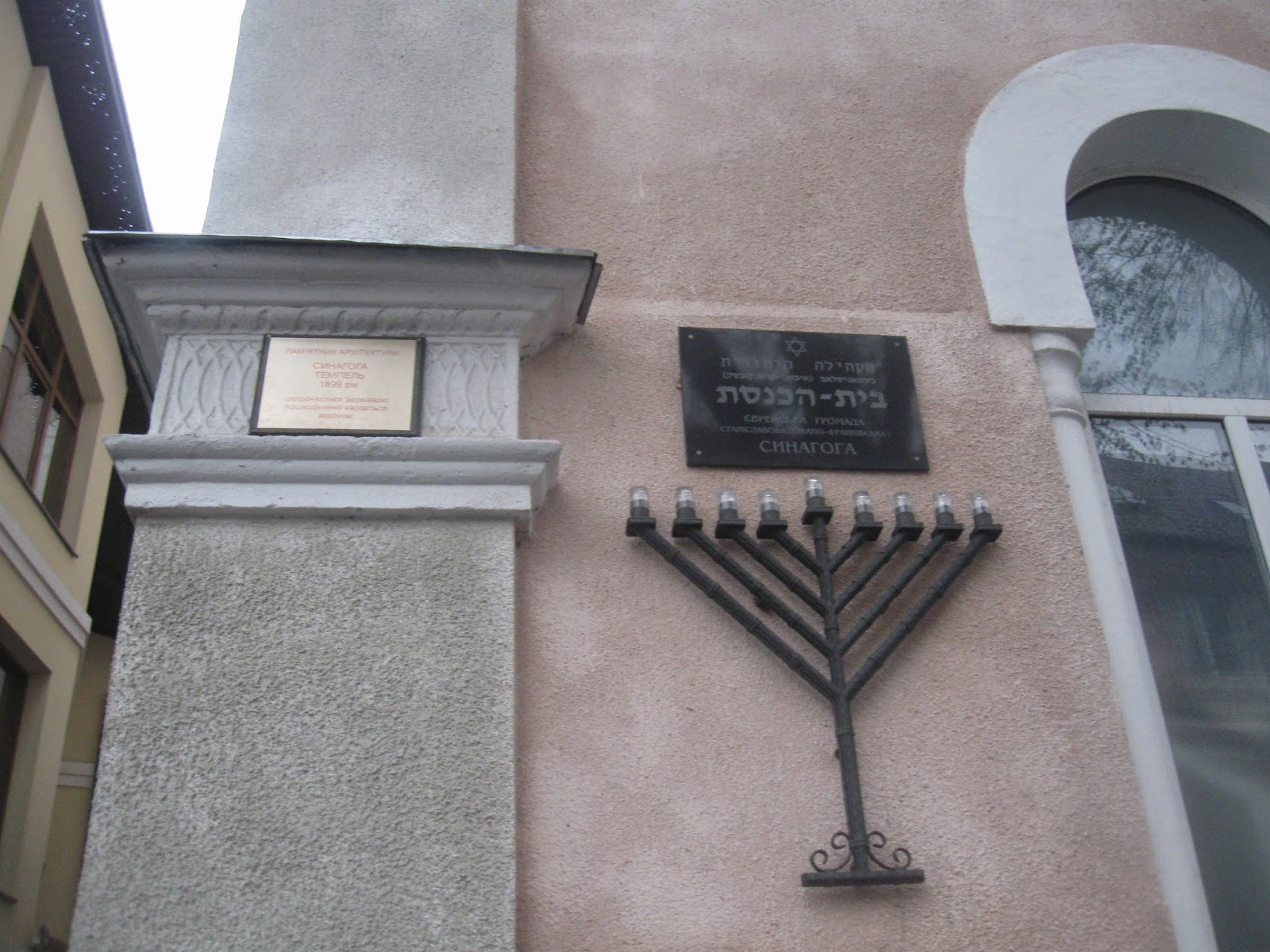
Il memoriale dell'Olocausto

Un monumento in ricordo degli ebrei della città è collocato sul fianco esterno della monumentale ex-sinagoga, che sia pure parzialmente distrutta e riconvertita ad altro uso rimane ancor oggi a testimoniare la passata rilevanza della locale comunità ebraica, fino alla sua distruzione con l'Olocausto.